# Two Rivers (hrabstwo Manitowoc)
Two Rivers – miasto w Stanach Zjednoczonych, w stanie Wisconsin, w hrabstwie Manitowoc.